# Rifugio Picave
Il rifugio Picave è una capanna speleologica che si trova nella valle di Lanaittu, in agro del comune di Dorgali, ai piedi del Supramonte di Oliena. È utilizzata come base per speleologia, trekking e canyoning. La struttura, di proprietà del Gruppo Grotte Nuorese, compatibilmente con le attività dei soci, viene messa a disposizione di gruppi e associazioni che la richiedano per finalità escursionistiche. La zona, di grande interesse naturalistico, oltre alle grotte e alle doline, ha al suo interno le zone archeologiche di Tiscali e Sa Sedda 'e Sos carros.